# 盾無鱗鮋
盾無鱗鮋為輻鰭魚綱鮋形目鮋亞目絨皮鮋科的其中一種，為熱帶海水魚，分布於西太平洋印尼Halmahera群島海域，棲息深度46-55公尺，體長可達2.8公分，棲息在底層水域，生活習性不明。